# Rossija (Fluggesellschaft)
Rossija (russisch Государственная транспортная компания «Россия», englisch State Transport Company Rossiya) ist eine staatliche russische Fluggesellschaft mit Sitz in Sankt Petersburg und Basis auf dem dortigen Flughafen Pulkowo. Sie führt sowohl öffentliche Linienflüge als auch Flüge für die russische Regierung durch und ist – gemessen am Passagieraufkommen – die zweitgrößte Fluggesellschaft Russlands.

## Geschichte

### Erste Jahre
1992 wurde die staatliche Fluggesellschaft Aeroflot in regionale eigenständige Fluggesellschaften geteilt. In diesem Zuge entstand aus einer der am Flughafen Moskau-Wnukowo stationierten Aeroflot-Divisionen die neue Fluggesellschaft Rossija. Hauptsächlich stellte Rossija die russischen Regierungsflugzeuge und vercharterte diese Flugzeuge auch im Rahmen von VIP-Charter. Alle VIP-Jets des russischen Präsidenten, zwei Iljuschin Il-96-300, eine Iljuschin Il-62, eine Tupolew Tu-154 und eine Jakowlew Jak-40 waren Teil der Luftflotte von Rossija. Daneben unterhielt sie nur wenige innerrussische Flugverbindungen. Die Flotte wurde aber von der in Sankt Petersburg ansässigen Pulkowo Airlines operativ betrieben.

### Fusion mit Pulkovo Airlines
Seit 2003 wurde eine Fusion des Unternehmens mit der russischen Fluggesellschaft Pulkovo Airlines angestrebt. Schließlich wurde der Zusammenschluss am 29. Oktober 2006 bekanntgegeben. Der Generaldirektor der alten Rossija, Sergei Michaltschenko, leitet nun auch das fusionierte Unternehmen. Der Sitz der Gesellschaft wurde zum Flughafen Sankt Petersburg Pulkowo verlegt.
Im Zuge der Fusion wurde die Pulkowo Aviation Enterprise in ihre beiden Bereiche, den Betrieb des Flughafens Pulkowo und den Betrieb der Fluggesellschaft Pulkowo Airlines, aufgespalten. Während die Stadt Sankt Petersburg den Flughafen übernahm und als OAO Aeroport Pulkovo (deutsch: Flughafen Pulkowo AG) positionierte, wurde der Flugbetrieb in die staatliche Fluggesellschaft Rossija eingebracht. Damit kontrolliert der Russische Staat die beiden größten Fluggesellschaften des Landes, Aeroflot und Rossija. Andererseits hat die Stadt Sankt Petersburg nun bessere Möglichkeiten, den Flughafen Pulkowo, immerhin der drittgrößte Flughafen Russlands, zu entwickeln.
Trotz der Fusion werden die Flugzeuge der alten Pulkowo-Flotte noch weiterhin den Pulkowo-Schriftzug tragen und erst im Laufe der Zeit (angegeben wird etwa ein Jahr) umlackiert. Auch werden die Flugnummern der internationalen Pulkowo-Verbindungen weiterhin mit FV ausgewiesen, um weiterhin die Slots an ausländischen Flughäfen nutzen zu können.

### Entwicklung seit 2007

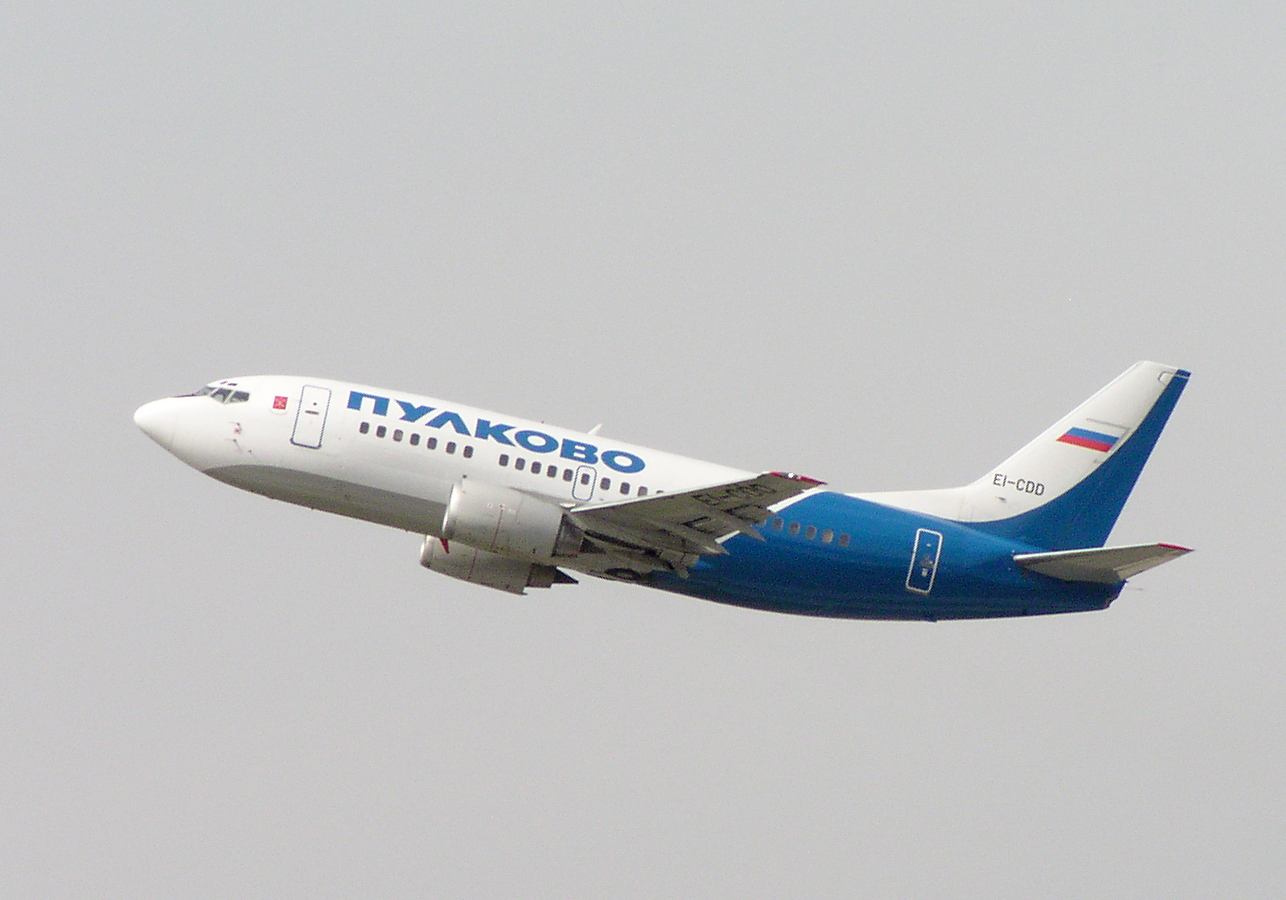
Eine Boeing 737-500 der ehemaligen Pulkowo Airlines

Am 1. Dezember gibt Rossija in einer Pressemitteilung bekannt, dass ab sofort für die Flugverbindung Sankt Petersburg – Moskau mit Aeroflot Codesharing vereinbart wurde. Seit dem 1. Januar 2007 werden auch die Deutschland-Verbindungen der beiden Fluggesellschaften via Codesharing vermarktet. Ebenso gab die Gesellschaft in einer Pressemitteilung bekannt, dass die Gesellschaft ab Juni eine Partnerschaft mit Finnair eingeht. Dabei wurde unter anderem Codesharing für die Flüge zwischen Helsinki und Sankt Petersburg verabredet. Außerdem wurde zum 1. Juni 2007 Codesharing mit Austrian Airlines für die Verbindungen zwischen Wien – Sankt Petersburg und Wien – Krasnodar beschlossen.
Laut Pressemitteilung vom 22. Januar 2007 hat Rossija (incl. der Vorgängergesellschaft Pulkowo) 3.011.073 Passagiere im Jahr 2006 befördert, davon 2.658.742 Passagiere im Linienverkehr.
Im März 2007 leaste Rossija vier Airbus A319-100 der nordamerikanischen Northwest Airlines mit Registrierung auf den Bermuda-Inseln (VP-B...). Diese vier A319 ersetzen insgesamt fünf alte Tupolew Tu-154B2, welche bis Mai 2007 verschrottet wurden. Die erste Airbus A319 wurde am 10. Mai 2007 in den Farben der Rossija an die Gesellschaft ausgeliefert und auf dem Flughafen Sankt Petersburg-Pulkowo stationiert. Im Jahr 2007 unterzeichnete man außerdem einen Vertrag über die Lieferung von drei ehemaligen Boeing 767-300ER der Skymark Airlines. Die erste Maschine ist seit Mai 2008 im Einsatz. Im März 2008 entschloss sich Rossija zudem, mehrere weitere A319 aus den Beständen der Frontier Airlines zu leasen.
Die alten Flugzeuge vom Tupolew Tu-134 sollten ab Frühjahr 2007 von vier geleasten Bombardier CRJ200 ersetzt werden. Ursprünglich hatte noch vor der Fusion Pulkowo brasilianische Embraer 170 gewünscht, diese sollten mit Stand Ende 2006 aber erst in einem Jahr in Russland zugelassen werden. Im Juni 2007 gab der Vorstandsvorsitzende Gennadi Boldyrew schließlich bekannt, dass keiner der beiden Typen zu Rossija stoßen werde.
Ende Juni 2007 wurde bekannt, dass Rossija neben zehn anderen russischen Fluggesellschaften von der russischen Luftfahrtbehörde die Erlaubnis zum Flug in die Europäische Union mit gewissen Luftfahrzeugen entzogen wurde. Damit wollte die Luftfahrtbehörde der Situation zuvorkommen, dass russische Gesellschaften in die Schwarze Liste der EU aufgenommen werden, die die Landung in der EU verbieten. Dabei war der Rossija (ehemals Pulkowo) nur untersagt worden, mit dem Luftfahrzeug IL-62M (RA-86467) Flüge in die Gemeinschaft durchzuführen. Später war es aber auch dieser Maschine wieder erlaubt, in die EU einzufliegen.
Im Februar 2010 wurde bekannt, dass die Rossija binnen zwei Jahren mit Aeroflot sowie weiteren fünf kleineren russischen Regionalfluggesellschaften unter der Dachmarke Aeroflot fusionieren sollte, was jedoch in diesem Zeitraum nicht umgesetzt wurde.
Ab Ende 2020 begann eine Übertragung der Suchoi Superjet-Flotte von der Muttergesellschaft Aeroflot an Rossija.
Am 11. April 2022 wurde die Gesellschaft (der Anteil mit dem ICAO-Code SMD) auf die als „Schwarze Liste“ bezeichnete EU-Flugsicherheitsliste gesetzt und ihr damit der Betrieb in der EU untersagt. Grund dafür ist, dass die russische Föderale Agentur für Lufttransport russischen Gesellschaften erlaubt, ausländische Luftfahrzeuge ohne gültiges Lufttüchtigkeitszeugnis zu betreiben.

## Flugziele

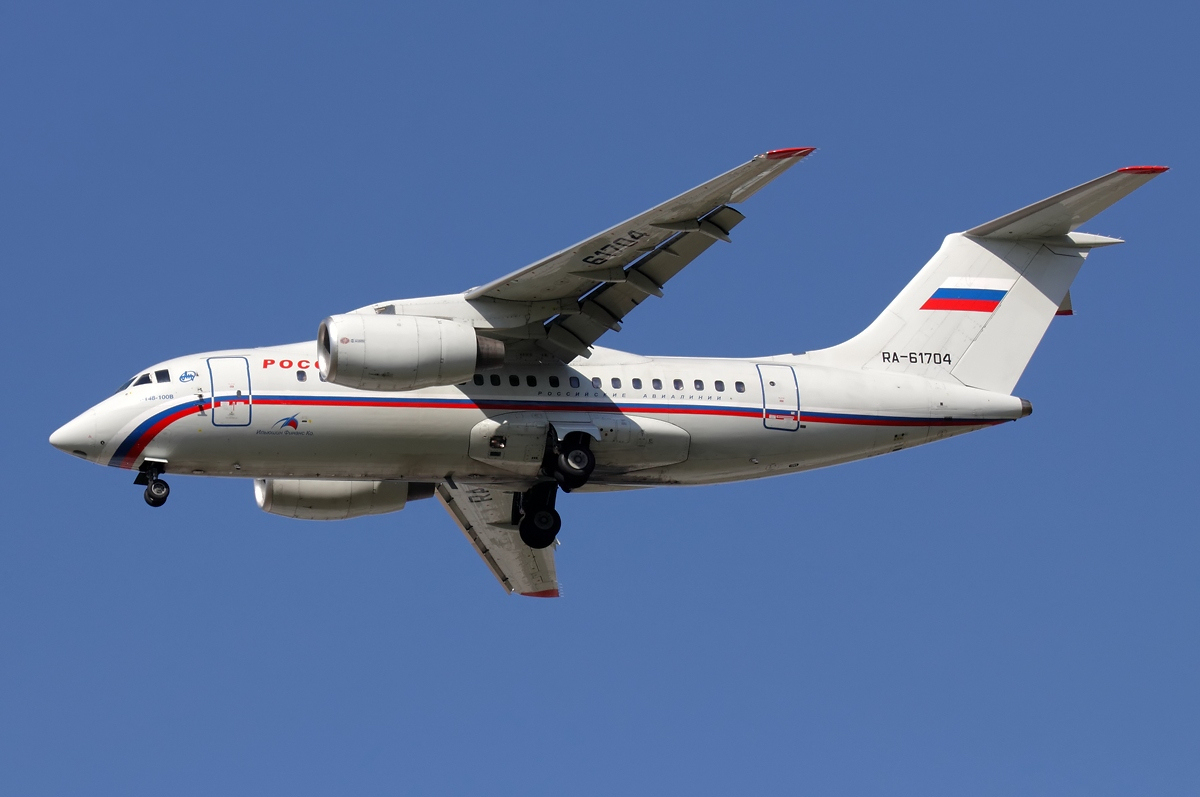
Eine Antonow An-148 der GTK Rossija

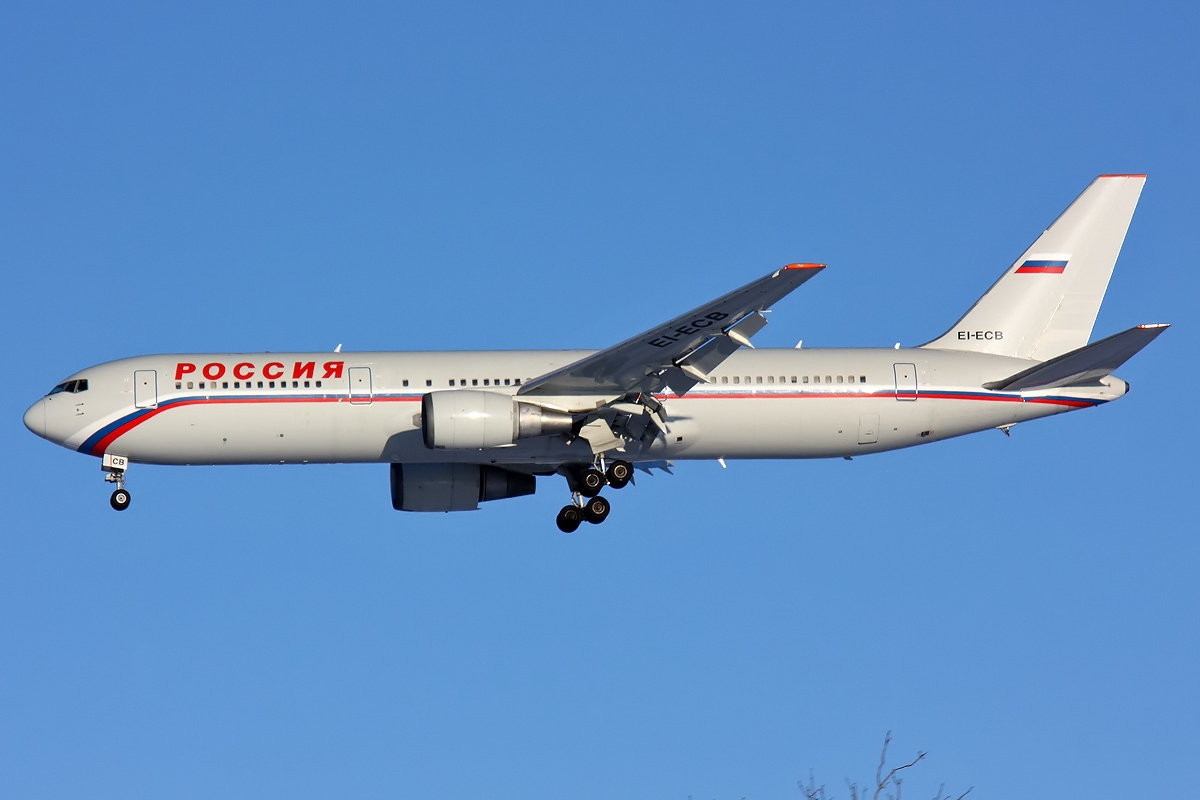
Eine Boeing 767-300ER der GTK Rossija

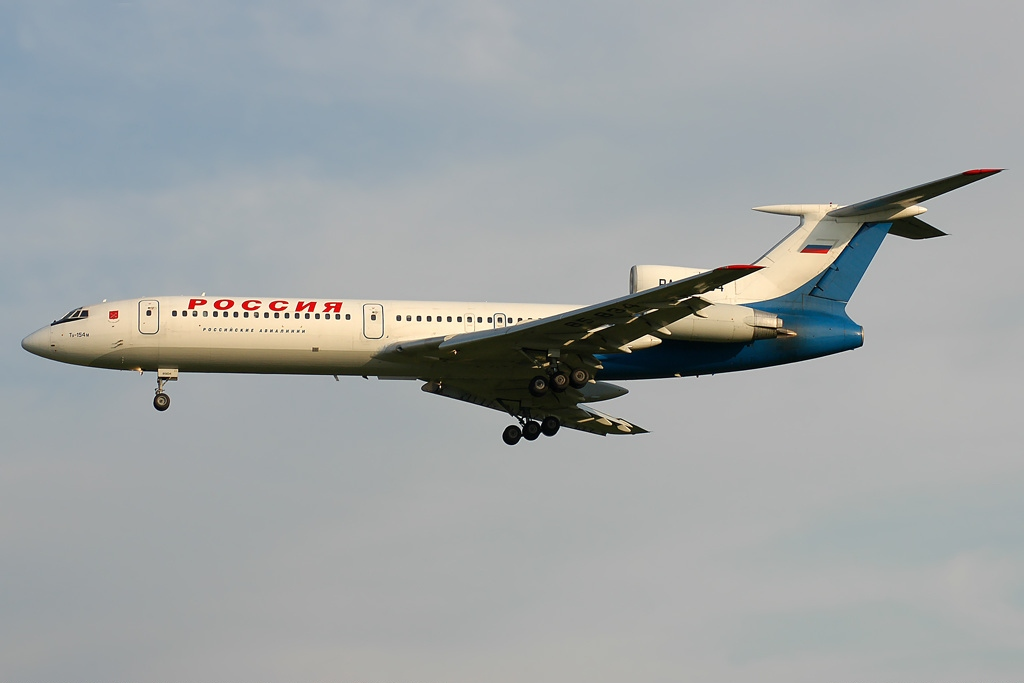
Eine Tupolew Tu-154 der SLO Rossija

Rossija bedient, neben den Regierungsflügen, im Linienverkehr Verbindungen innerhalb Russlands. Es werden auch Flugziele im Nahen Osten und Asien angesteuert.

## Flotte

### Aktuelle Flotte
Mit Stand November 2024 besteht die Flotte der Rossija aus 128 Flugzeugen mit einem Durchschnittsalter von 11,6 Jahren:
| Flugzeugtyp         | Anzahl | bestellt | Anmerkungen                                                     | Sitzplätze   | Durchschnittsalter |
| ------------------- | ------ | -------- | --------------------------------------------------------------- | ------------ | ------------------ |
| Airbus A319-100     | 018    |          | fünf inaktiv; VQ-BAS in FC Zenit St. Petersburg-Sonderbemalung; | 128 (8/120)  | 20,6 Jahre         |
| Airbus A320-200     | 07     |          |                                                                 | 168 (12/156) | 14,4 Jahre         |
| Boeing 737-800      | 012    |          | drei inaktiv                                                    | 189 (-/189)  | 12,4 Jahre         |
| Boeing 737-900ER    | 02     |          |                                                                 | 215 (-/215)  | 6,0 Jahre          |
| Boeing 747-400      | 05     |          | drei inaktiv                                                    | 524 (12/510) | 24,8 Jahre         |
| Boeing 777-300      | 04     |          | zwei inaktiv                                                    | 373 (18/355) | 25,7 Jahre         |
| Boeing 777-300ER    | 05     |          | eine inaktiv                                                    | 457 (21/436) | 18,7 Jahre         |
| Suchoi Superjet 100 | 075    | 1        | neun inaktiv                                                    | 87 (12/75)   | 7,1 Jahre          |
| Gesamt              | 128    | 1        |                                                                 |              | 11,6 Jahre         |

Rossija betreibt weiterhin als SLO Rossija Flugzeuge für die Regierung, darunter 2 Tupolew Tu-154, die für den russischen Geheimdienst FSB betrieben werden. Im Jahr 2016 übernahm die Fluglinie ihre erste Boeing 747-400 der in Konkurs geschlitterten Transaero. Im Frühling 2016 war bereits eine Boeing 747-400 eingeflottet und soll vornehmlich auf innerrussischen Strecken eingesetzt werden.

### Ehemalige Flugzeugtypen
In der Vergangenheit setzte Rossija unter anderem folgende Flugzeugtypen ein:
- Antonow An-124
- Antonow An-148 (bis 2015)
- Boeing 767-300
- Boeing 777-200
- Iljuschin Il-62
- Iljuschin Il-96
- Jakowlew Jak-40
- Mil Mi-8 (Hubschrauber)
- Tupolew Tu-134
- Tupolew Tu-154
- Tupolew Tu-204
- Tupolew Tu-214